# ナノ・メサ
アレクサンデル・"ナノ"・メサ・トラビエソ（Alexander "Nano" Mesa Travieso、1995年2月5日 - ）は、スペイン・サン・クリストバル・デ・ラ・ラグーナ出身のサッカー選手。ポジションはFW。

## クラブ経歴
カナリア諸島のサン・クリストバル・デ・ラ・ラグーナに生まれ、2006年に地元最大のクラブであるCDテネリフェのカンテラに加入した。2012-13シーズンにリザーブチームでシニアデビューを果たし、2013年12月にはテネリフェのトップチームへと昇格した。2014-15シーズンのCEルスピタレートへのレンタルを経て、テネリフェでレギュラーの座を掴むと、2016年8月27日、SDエイバルに移籍して5年契約を交わした。
エイバルでの1シーズン目はベンチを温める日々が続き、出場機会を得るためにレバンテUDやスポルティング・デ・ヒホン、古巣CDテネリフェなどにレンタル移籍した。
2018年8月13日、セグンダ・ディビシオンのカディスCFに1シーズンの契約でレンタルされた。カディスでは準レギュラーとして活躍し、クラブのプリメーラ (1部) 昇格に貢献した。
2020年8月14日、カディスCFに完全移籍して4年契約を結んだ。2021年1月31日、セグンダ・ディビシオンのUDログロニェスに2020-21シーズン終了までの契約でレンタル移籍した。
2021年8月28日、2021-22シーズンはレアル・サラゴサにレンタル移籍することが発表された。